# Таня Поутяйнен
Таня Поутяйнен (фін. Tanja Poutiainen, 6 квітня 1980) — фінська гірськолижниця, призерка Олімпійських ігор та чемпіонатів світу.  
Поутяйнен спеціалізується на технічних видах гірськолижного спорту - слаломі та гігантському слаломі. Срібну олімпійську медаль вона виборола на Туринській олімпіаді в гігантському слаломі. 
Поутяйнен виграла малі кришталеві глобуси Кубка світу 2005 як у слаломі так і в гігантському слаломі. У 2009 вона здобула малий кришталевий глобус у гігантському слаломі. 

## Перемоги
| Дата              | Місце проведення      | Дисципліна         |
| ----------------- | --------------------- | ------------------ |
| 24 лютого 2004    | Леві                  | Слалом             |
| 26 лютого2004     | Аспен                 | Гігантський слалом |
| 28 листопада 2004 | Аспен                 | Слалом             |
| 12 грудня 2004    | Альтенмаркт-ім-Понгау | Слалом             |
| 20 січня 2005     | Загреб                | Слалом             |
| 10 березня 2007   | Цвізель               | Гігантський слалом |
| 15 лютого 2008    | Загреб                | Слалом             |
| 13 грудня 2008    | Ла-Моліна             | Гігантський слалом |
| 24 жовтня 2009    | Зельден               | Гігантський слалом |
| 24 січня 2010     | Кортіна д'Ампеццо     | Гігантський слалом |